# 613 Ginevra
613 Ginevra è un asteroide della fascia principale del diametro medio di circa 80,04 km. Scoperto nel 1906, presenta un'orbita caratterizzata da un semiasse maggiore pari a 2,9199303 UA e da un'eccentricità di 0,0615642, inclinata di 7,68051° rispetto all'eclittica.
Il suo nome fa riferimento a Ginevra, la leggendaria moglie di Re Artù.